# Foulque de Neuilly
Foulque de Neuilly (d. 1201) a fost un predicator francez de la sfârșitul secolului al XII-lea și preot din Neuilly-sur-Marne. El a predicat Cruciada a patra.
Devenit preot în Neuilly din 1191, Foulque a participat la lecțiile ținute de teologul Petrus Cantor la Paris. Foulque a început să predice și a dobândit o bună reputație datorită pioșeniei și elocinței sale. În anul 1199, papa Inocențiu al III-lea l-a invitat să participe le predicarea unei noi cruciade (Cruciada a patra). Atât Simon de Montfort, conte de Leicester, cât și Alix de Montmorency au fost influențați de către el. Însă principalul succes s-a înregistrat atunci când, prezent la turnirul organizat de contele Theobald al III-lea de Champagne, i-a convins pe toți cei prezenți să ia Crucea și să participe la eliberarea Țării Sfinte.
Asiduul său entuziasm pentru această misiune a condus la lansarea de zvonuri privind utilizarea sumelor de bani colectate pentru cruciadă. Faptul nu a fost dovedit, însă Foulque a încetat din viață la puțină vreme după aceea.